# Herman Maas (jurist)
Herman Hendrik Maas (Rotterdam, 3 januari 1915 - Den Haag, 15 juli 1995) was een Nederlands ambtenaar, diplomaat en jurist en hoogleraar aan de Universiteit Leiden.
Maas studeerde geneeskunde en promoveerde in 1933 op het proefschrift Onvolwaardig voedsel en krop, waarin hij zich specialiseerde in de voedingsleer. Tijdens de Duitse bezetting werd hij secretaris van de Gemachtigde van de Arbeid, een instelling die tot doel had bemiddeling van arbeidsgeschillen te regelen. Na de oorlog werd hij ambtenaar bij het Ministerie van Handel en Nijverheid, kort daarna hernoemd tot het Ministerie van Economische Zaken. Hij was daar verantwoordelijk voor veel van de internationale contacten, in de context van de toen net opgerichte Europese Gemeenschap voor Kolen en Staal en vervolgens voor de omzetting van de EGKS naar de Europese Economische Gemeenschap in 1957. Maas was nauw betrokken bij de ontwikkeling van het Schumanplan en vervolgens bij de onderhandelingen van het Verdrag van Rome (1957) tot oprichting van de EEG. Kort daarna werd hij tweede secretaris en Handelsraad bij de Nederlandse Permanente Vertegenwoordiging in Brussel; hij was in die hoedanigheid de liaison tussen het departement Economische Zaken en de EEG op veel vlakken en leverde een grote bijdrage aan eenmaking van de Europese regelgeving.
In 1967 werd Maas benoemd tot hoogleraar aan de Universiteit Leiden met als leeropdracht het recht der internationale organisaties; de vacature was ontstaan door de benoeming van Ivo Samkalden tot minister van Justitie. Maas werd ook directeur van het Europa Instituut van de Universiteit Leiden en redacteur van het tijdschrift Common Market Law Review; hij volgde in die hoedanigheid Laurens Jan Brinkhorst op, die was benoemd tot hoogleraar aan de Rijksuniversiteit Groningen. In 1971 werd Maas verkozen als lid van het voorlopig college van bestuur van de Universiteit Leiden, dat was ingesteld op grond van de Wet Universitaire Bestuurshervorming van 1970. Maas werd meermaals herkozen als lid van het CvB en maakte zich daar sterk voor de democratisering van de universiteit en de Universiteitsraad; volgens Leids universiteitshistoricus Pieter Slaman was hij een "progressieve geest die de kant van de studenten koos". Als directeur van het Europa Instituut werd hij opgevolgd door Schelto Patijn, die twee jaar later vertrok om Tweede Kamerlid te worden; de leerstoel en de positie van directeur werden dat jaar overgenomen door Jos Kapteyn. Maas ging per 1 februari 1979 met emeritaat als hoogleraar; hij was aansluitend nog tot 1985 staatsraad in buitengewone dienst bij de Raad van State, met bijzondere aandacht voor de universiteiten en de Europese integratie.
Maas overleed in 1995 op 80-jarige leeftijd in Den Haag.
- Biografisch Portaal: 59600887
- International Standard Name Identifier: 0000 0000 4380 4261
- Library of Congress Control Number: no97021597
- Nationale Bibliotheek van Israël: 987007376773905171
- Nederlandse Thesaurus van Auteursnamen: 070697078
- Parlement.com: vg09llybstzy
- Système universitaire de documentation: 033052018
- Virtual International Authority File: 41924063
- WorldCat: E39PBJB49TC9BfBpcTBqXbrKBP